# 1915 M Villar Perosa
Az 1915 M Villar Perosa az első világháború második évében Olaszországban tervezett és gyártott pisztolykaliberű, ikercsövű, állványos, önműködő lőfegyver. Sokan a Villar Perosát ismerik el a világ első géppisztolyának, ám a fegyvernek nem volt se markolata, se tusa, csak állványról lehetett vele lőni, ezért a modern szóhasználat értelmében inkább tekinthetjük egyfajta könnyű géppuskának, mint géppisztolynak.

## Leírása

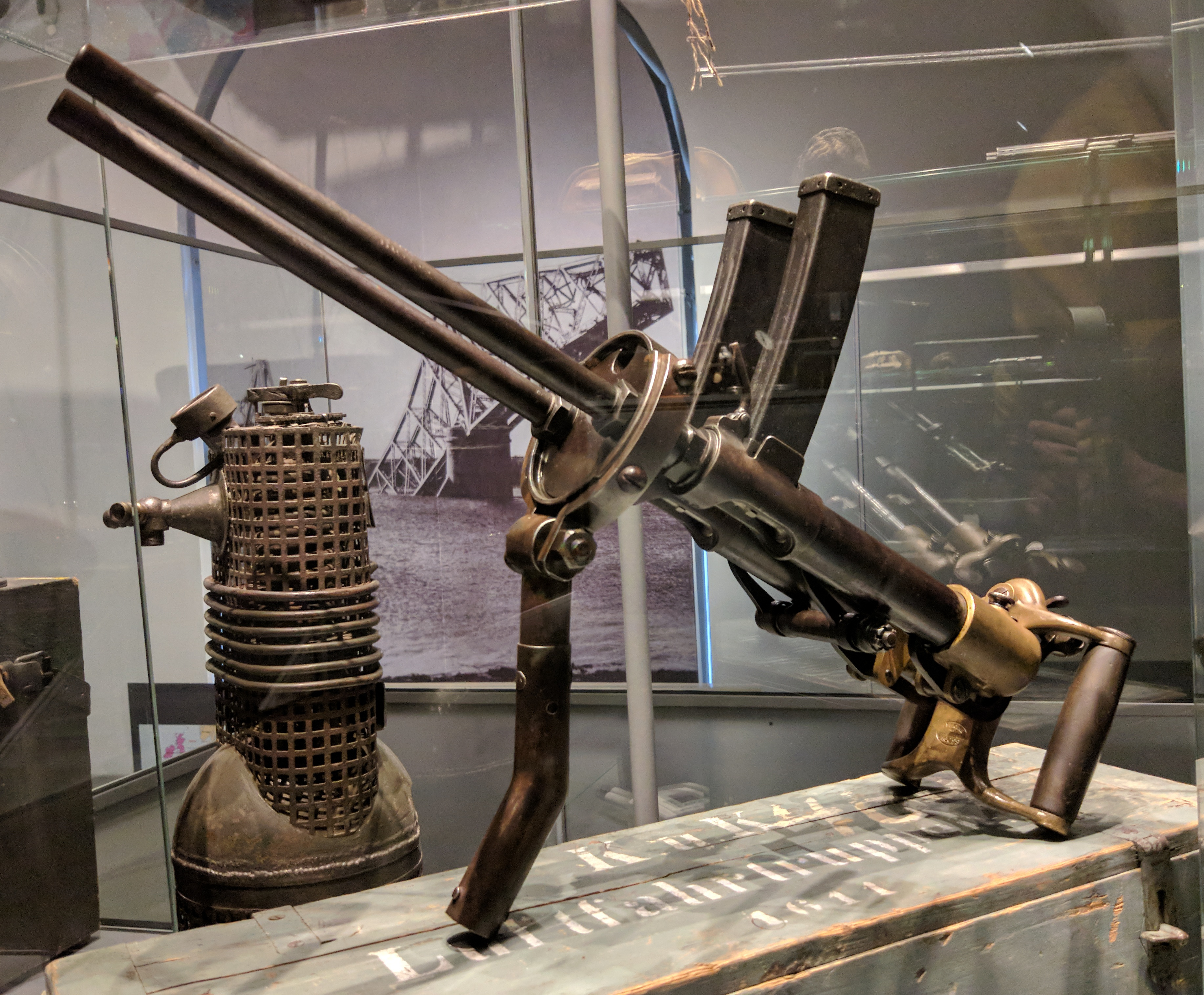
1915 M Villar Perosa

Az 1915 M Villar Perosa ikercsövű fegyver volt. A csövek tetején helyezték el a 25 darab 9 mm-es Glisenti lőszer befogadására képes, enyhén ívelt szekrénytárakat. A fegyvernek sárgaréz markolata volt, mellyel akár külön-külön is működtethették a csöveket. Csak sorozatlövésre volt képes.

## Története
A Villar Perosát elsősorban repülőgépek felfegyverzésére szánták, azonban a 9 mm-es lövedéknek nem volt megfelelő átütőereje az ellenséges repülőkkel szemben. A szárazföldön viszont annál jobban bevált: tömege alig haladta meg a 6 kg-ot, így a gyors mozgást igénylő alakulatoknál állították rendszerbe. Mivel nagyon könnyű volt, gyorsan fel lehetett kapni, és egy új, kiépített tüzelőállásba vinni. Ezzel szemben a Monarchia csapatai a nehéz tömegű Schwarzlose géppuskát hordozták magukkal. A Villar Perosa az olasz fronton nem egyszer bizonyított, és előrevetítette a géppisztolyok megjelenését.

## Technikai adatok
- Űrméret: 9 mm
- Lőszer: 9 mm-es Glisenti
- Csőhossz: 324 mm
- Teljes hossz: 533 mm
- Tömeg: 6,48 kg (üres tárakkal)
- Lőszer adagolás: 2×25 lőszer befogadására képes, ívelt szekrénytár